# Материнський інстинкт (фільм)
«Материнський інстинкт» (англ. Mothers' Instinc) — американський психологічний трилер 2024 року, режисерський дебют Бенуа Дельомма з Джесікою Честейн та Енн Гетевей у головних ролях. Це ремейк франкомовного фільму Олів'є Массе-Депасса 2018 року, який був адаптацією роману Барбари Абель «Материнський інстинкт» (фр. Derrière la haine), написаного у 2012 році.

## Синопсис
Еліс та Селін живуть традиційним життям з успішними чоловіками та синами-однолітками. Ідеальна гармонія життя раптово руйнується після трагічної аварії. Почуття провини, підозри та параноя починають руйнувати їхні сестринські узи.

## Акторський склад
| Актор                | Роль   |
| -------------------- | ------ |
| Джессіка Честейн     | Еліс   |
| Енн Гетевей          | Селін  |
| Джош Чарльз          | Дем'єн |
| Андерс Даніельсен Лі | Саймон |
| Каролін Лагерфельт   | Джин   |

## Виробництво
У жовтні 2020 року стало відомо, що Олів'є Массе-Депасс найнятий на посаду режисера, Джессіка Честейн та Енн Гетевей отримали головні ролі, а продюсуватиме фільм продюсерська компанія Честейн Freckle Films. У червні 2022 року Бенуа Дельомм замінив Массе-Депасса на посаді режисера після того, як той пішов у відставку через «сімейні обставини». До акторського складу доєдналися Джош Чарльз і Андерс Даніельсен Лі.
Фільм є режисерським дебютом Деломма.
Зйомки розпочалися 25 травня 2022 року в окрузі Юніон, Нью-Джерсі.

## Випуск
У травні 2022 року Neon придбала права на дистрибуцію в США. Наступного місяця StudioCanal придбала права на Великобританію та Ірландію, а Amazon MGM Studios — на Канаду, Австралію та Нову Зеландію.
Прем'єра відбулася в Литві 8 березня 2024 року.